# Albrecht Wolfgang von Brandenburg-Bayreuth

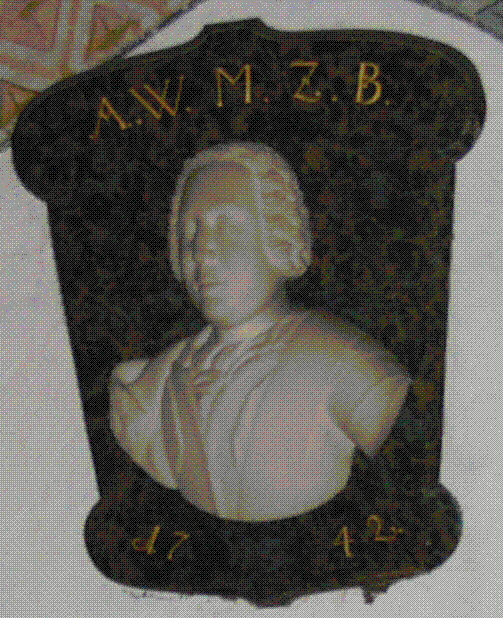
Porträt Prinz Albrecht Wolfgang

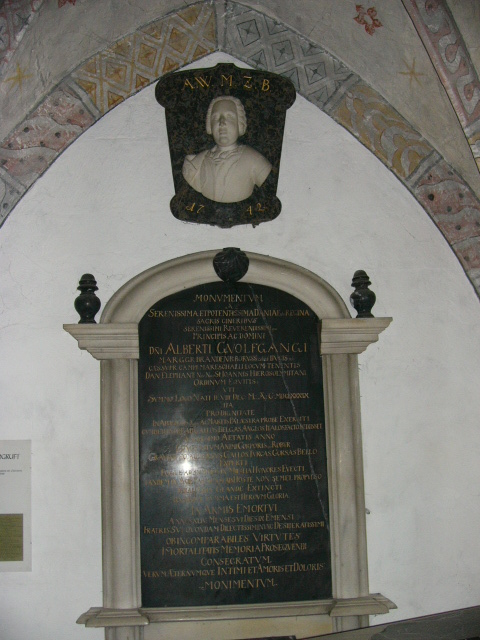
Epitaph in der Fürstengruft Himmelkron

Albrecht Wolfgang von Brandenburg (* 8. Dezember 1689 auf Sulzbürg; † 29. Juni 1734 bei Parma) war der Bruder zweier regierender Markgrafen – Georg Friedrich Karl, † 1735 und Friedrich Christian, † 1769 – von Brandenburg aus der Kulmbacher Nebenlinie (des Kulmbach-Bayreuther Zweiges) der jüngeren Linie der fränkischen Hohenzollern. 

## Leben
Albrecht Wolfgang war der zweite Sohn des Markgrafen Christian Heinrich von Brandenburg-Kulmbach (1661–1708) aus dessen Ehe mit Sophie Christiane (1667–1737), Tochter des Grafen Albrecht Friedrich von Wolfstein zu Sulzbürg. Er wuchs gemeinsam mit seinem älteren Bruder Georg Friedrich Karl in Bielefeld auf und studierte an der Universität Utrecht. Nach seiner Grand Tour, die ihn nach Frankreich, England und Italien führte, trat er in kaiserliche Dienste.
In seiner militärischen Karriere erreichte er unter Kaiser Karl VI. den Rang eines Generalfeldmarschall-Leutnants. Er fiel in der Schlacht bei Parma beim Angriff auf Crocetta gemeinsam mit Feldmarschall Claudius Florimund Mercy. Zunächst in Bayreuth bestattet, wurden seine sterblichen Überreste 1742 in die Fürstengruft Himmelkron überführt, wo ihm seine Schwester, die dänische Königin Sophie Magdalene, ein Denkmal errichten ließ.